# Cal Porret
Cal Porret és una casa al municipi de Cornudella de Montsant (Priorat) inclosa en l'Inventari del Patrimoni Arquitectònic de Catalunya. Casa de planta baixa i un pis a la façana principal que ha sofert ampliacions i reformes. La planta baixa és de paret de pedra irregular, i el pis de paret de tàpia. Les parets del carrer Nou són arrebossades, i totes tenen reforç de carreu als angles. A la façana principal s'hi obren dos balcons no sobresortits amb barana de fusta, i a la del carrer Nou hi ha balcons sortits i de construcció moderna. Les portes principal i del darrere tenen dentells de pedra que suporten una biga de fusta, constituint una llinda recta. A l'interior de l'entrada, que és enrajolada, hi ha dues arcades gòtiques de pedra d'una amplada de 50 cm que suporten el pis superior.
Es tracta, possiblement, de la casa millor conservada de l'edat mitjana o, fins i tot, de l'única que es conserva d'aquell període en condicions regulars d'habitabilitat, atès que ha sofert condicionaments que no han afectat, però, la seva estructura primera. La seva proximitat a la plaça de la vila fa que hom hagi de considerar l'edificació com a component del primitiu nucli urbà. De forma versemblant, a la fi del segle passat o principis de l'actual, hom refeu les parets posteriors per la incorporació de balcons i, segurament, reformes interiors. La façana davantera acusa també una ampliació per la banda esquerra, realitzada en una època indeterminada.